# Professor Layton en de Eeuwige Diva
Professor Layton en de Eeuwige Diva (レイトン教授と永遠の歌姫, Reiton-kyōju to Eien no Utahime, Professor Layton and the Eternal Diva) is een Japanse animatiefilm uit 2009 die in 2010 in Europa op dvd en Blu-ray verscheen. Masakazu Hashimoto regisseerde de film en Aya Matsui en Akihiro Hino schreven respectievelijk het scenario en het verhaal. De film heeft Nederlandse ondertiteling, maar is in tegenstelling tot de Professor Layton-games niet in het Nederlands nasynchroniseert.
Ergens na de gebeurtenissen uit Professor Layton en de Doos van Pandora (chronologisch het vijfde spel) blikken de professor en zijn leerling terug op een van hun eerste mysteries die ze samen beleefden ergens na de gebeurtenissen uit Professor Layton en de Melodie van het Spook (chronologisch het eerste spel).

## Verhaal

### Synopsis
De Professor en Luke staan voor een nieuw raadsel als de jonge zangeres Janice Quatlane hen vertelt dat ze de geest van haar overleden vriendin heeft gezien. Een heer als Layton is kan deze jongedame in haar verwarring niet in de steek laten. Om het mysterie op te lossen gaan Luke en de Professor naar het wereldberoemde operahuis 'Crown Petone'. Daar gaat de laatste opera van de geniale componist Oswald Whistler in première. Daar, blijkt de voorstelling uit te lopen op een angstaanjagend spel: de winnaar maakt kans om onsterfelijk te worden! De sleutel tot dit raadsel ligt blijkbaar in het eeuwige leven.

### Samenvatting

#### Het avontuur
Professor Hershel Layton wordt door zijn voormalige studente Janice Quatlane uitgenodigd om naar de opera te komen kijken waarin zij de hoofdrol speelt. De opera gaat over het eeuwige leven, een geheim dat volgens de legende verborgen zou liggen in het verloren koninkrijk van Ambrosia dat herontdekt zal worden wanneer de koningin terugkeert. Janice denkt dat de verdwijning van meisjes in Londen verband houdt met de opera. Oswald Whistler, de componist van de opera, heeft recentelijk een dochter geadopteerd die beweert overleden dochter Melina te zijn. De professor woont samen met zijn leerling Luke Triton de voorstelling bij. Nadat de voorstelling is afgelopen, komt er een mysterieuze man het podium op die aankondigt ze een spel gaan spelen: de winnaar krijgt het eeuwige leven, de verliezer moet het met de dood bekopen. Een deel van het publiek probeert te vluchten, maar de vloer in het gangpad valt onder ze weg en ze verdwijnen. Inspecteur Grosky probeert de mysterieuze man te arresteren, maar het blijkt een pop dat zichzelf opblaast en samen met Grosky opstijgt.
Operahuis Crown Petone blijkt een boot te zijn die zichzelf losbreekt van de klif en het open water op vaart. De spelers van het spel moeten een aantal puzzels oplossen. Het lukt Layton, Luke en Janice om samen met een handje vol andere spelers over te blijven. Zij bevinden zich (voor de oplossing van een raadsel) in twee reddingsboten. De reddingsboten brengen de spelers naar hun volgende bestemming, terwijl het schip in de achtergrond explodeert. De volgende ochtend komen ze aan op een eiland, dat volgens amateur historicus Marco Brock wel Ambrosia moet zijn na het vinden van een gegraveerde rots. Een roedel wolven jaagt hen op en Layton, Luke en Janice raken verwijderd van de rest. Ze bouwen een geïmproviseerde helikopter, waarmee ze naar het kasteel op het eiland vliegen. Daar herenigen ze zich met een aantal andere spelers om de vierde, tevens laatste puzzel op te lossen. De professor stuurt Luke en Janice verder, terwijl hij zelf het kasteel gaat verkennen.
Ondertussen is Laytons assistente Emmy Altava op bezoek bij Laytons vroegere mentor Dr. Andrew Schrader, als ze op het nieuws hoort wat zich heeft afgespeeld in operahuis Crown Petone. Ze vliegt naar richting de wrakstukken, waar ze Inspecteur Grosky op een drijvend stuk hout al roepend om hulp treft.
Layton vindt een kamer vol met de bezittingen van Melina Whistler, waaronder een bladmuziek getiteld 'A Song of the Sea'. Melina komt de kamer binnen en Layton is er getuigen van hoe zij een strijd met zichzelf heeft. Luke, Janice en de twee andere overgebleven spelers Amelia en Brock gaan de laatste kamer van de wedstrijd binnen, waar ze achter de tralies belanden. De mysterieuze man achter het spel onthult zichzelf en blijkt niemand minder dan Jean Descole te zijn - de aartsvijand van Layton, Luke en Emmy. Hij neemt Amelia mee en laat Luke, Janice en Brock afvoeren door zijn mannen, maar Emmy en Grosky zijn net op tijd om hen te redden. Layton en Melina voegen zich weer bij de groep en Emmy herkent Melina als Nina, een van de vermiste Londense kinderen. Amelia wordt naar Oswald Whistler gebracht (van wie werd aangenomen dat hij was afgevallen bij een eerdere puzzel), die haar uitroept tot winnaar de wedstrijd. Hij dwingt haar plaatst te nemen in een machine dat verbonden is met de Detragon, een uitgebreide eenmansorkestmachine.

#### De ontknoping
Oswald Whistler bekent dat er geen levenselixer is en nadat Laytons gezelschap Amelia heeft gered, legt Layton uit hoe de vork in de steel steekt: de Detragon is een machine dat iemands persoonlijkheid en herinneringen kan kopiëren naar een andermans brein. Descole heeft Oswald Whistler er toe aangezet om meisjes te ontvoeren en te gebruiken voor zijn machine, zodat hij het geheugen van zijn overleden dochter voor onbepaalde tijd in leven kan houden. De lot heeft Nina getroffen en stond ook Amelia te wachten. Layton onthult dat Janice ook een slachtoffer is van Oswald Whistlers experiment, dat zonder dat hij het wist succesvol was. Melina leeft in Janice lichaam en het is zij die Layton schreef om haar vader te stoppen voordat hij anderen pijn doet.
Nu Melina zichzelf onthult heeft, zet Descole zijn ware plan in werking en grijpt Melina. Hij wil Ambrosia laten herrijzen door de 'Song of the Stars' te spelen op de Detragon, terwijl Melina de 'Song of the Sea' zingt - muziekstukken die hij op gegraveerde rots op het eiland heeft gevonden. De poging mislukt en Descole ontsteekt in woede, waarna de Detragon het kasteel vernietigt en de besturing van een gigantische opgravingsrobot wordt. Descole bestuurt de Detragiganto dwars over het eiland in een wanhopige poging om Ambrosia met brute kracht bloot te leggen. Layton en Luke gebruiken hun geïmproviseerde helikopter in een poging om Melina te redden.
Er is chaos en Melina valt van de robot nadat ze Descole probeert te stoppen. Ze bungelt aan een kabel aan de zijkant en wordt door Luke gered, terwijl Layton een gevecht aangaat met zijn aartsvijand. Daarna onthult Layton dat Descole een verborgen melodie in het embleem op de rots heeft gemist. Melina zingt opnieuw 'Song of the Sea', terwijl Layton de 'Song of the Stars' en 'Song of the Sun' speelt op de Detragon. Tot Descole's grote woede slaagt Layton er wel in om Ambrosia te laten herrijzen en hij opent opnieuw de aanval, maar beschadigd daarmee enkel het controlepaneel van de Detragiganto. De robot ontspoort en raakt hevig beschadigd. Descole valt van de robot en verdwijnt, terwijl Layton, Luke en Melina ontsnappen.

Als iedereen in veiligheid is, besluit Melina dat ze niet langer de controle kan houden over het leven Janice. Ze neemt afscheid van haar vader, Luke en Layton en treedt uit het lichaam van Janice. Oswald Whistler speelt nog een laatste keer op de restanten van de Detragon en Janice zingt Melina's nagedachtenis. De zon komt op en Layton concludeert dat het ware 'eeuwige leven' het levend houden is van de verhalen over de geliefde koningin van Ambrosia. Luke vraagt zich af of Melina een reïncarnatie is van de koningin en Layton herinnert hem aan de legende: Ambrosia herrijst wanneer de geliefde koningin terugkeert.

## Personages
Professor Hershel Layton, Luke Trition en Janice Quatlane (voormalige studente van de professor die operazangers is geworden die haar oud-mentor om hulp vraagt) spelen de grootste rollen in deze film. Assistente Emmy Altava en Inspecteur Clam Grosky spelen een grote bijrol. Jean Descole keert terug als antagonist. Er zijn veel oude bekenden uit de Professor Layton-games die kort voorbij komen, waaronder: Inspecteur Chelmey en zijn hulpje Barton, metgezel Flora Reinhold, aartsrivaal Don Paolo, Laytons vroegere mentor Andrew Schrader en puzzelverzamelaar Oma Riddleton.